# Raiymandhoo
Raiymandhoo (auch: Raimandu) ist eine Insel des Mulaku-Atolls im Süden des Inselstaates Malediven in der Lakkadivensee des Indischen Ozeans. 2014 hatte die Insel auf einer Fläche von 28,1 ha 112 Einwohner.

## Geographie
Die Insel liegt am Osteck des Atolls zusammen mit der kleineren Schwesterinsel Madifushi. Sie ist halbmondförmig und etwa einen Kilometer lang. Circa 6 km weiter westlich liegt Maduvvari. Zur Lagune hin ist Raiymandhoo durch gleich zwei vorgelagerte Riffe getrennt.